# Maximilian Dallinger
Maximilian Dallinger (Erding, 25 de septiembre de 1996) es un deportista alemán que compite en tiro, en la modalidad de rifle.
Ganó una medalla de bronce en el Campeonato Mundial de Tiro de 2022 y dos medallas en el Campeonato Europeo de Tiro, en los años 2017 y 2019.

## Palmarés internacional
| Campeonato Mundial | Campeonato Mundial  | Campeonato Mundial | Campeonato Mundial               |
| Año                | Lugar               | Medalla            | Prueba                           |
| ------------------ | ------------------- | ------------------ | -------------------------------- |
| 2022               | El Cairo (Egipto)   | Medalla de bronce  | Rifle en pos. tendida 50 m mixto |
| Campeonato Europeo |                     |                    |                                  |
| Año                | Lugar               | Medalla            | Prueba                           |
| 2017               | Maribor (Eslovenia) | Medalla de bronce  | Rifle 10 m mixto                 |
| 2019               | Lonato (Italia)     | Medalla de plata   | Rifle en pos. tendida 50 m       |